# Biserica Sfântul Ilie a breslei blănarilor din Bârlad
Biserica „Sfântul Ilie” a breslei blănarilor din Bârlad este un monument istoric aflat pe teritoriul municipiului Bârlad.
Construită între anii 1859–1869 de către breasla blănarilor, la nord de biserica de lemn din 1794–1795, cu care a coexistat până în anii 1860-1864). Lucrările au fost executate de calfele de zidari Mihai Popoiu si Gheorghe Baciul, după planul întocmit de arhitectul orașului, Ignat Lorenzo. Pictura murala, executata la sfârșitul secolului al XIX-lea de către zugravul I. Munteanu din Bârlad, a fost refăcuta între anii 1932-1934. După cutremurul din 1940, a fost refăcuta bolta de pe naos si suprimat ultimul nivel al turnului-clopotnița, dislocat de seism. Înfățisarea de astăzi se datorează lucrărilor de restaurare din 1993-2004, realizate de către Ministerul Culturii si Cultelor. Cu aceasta ocazie, a fost pictata din nou la interior, prin contribuția parohiei, de către Armand Kuchta din Iași, în tehnica fresca, păstrându-se ca martori din pictura anterioara scenele din naos: ,,Izvorul Tămăduirii” si „Minunile Sf. Ilie”. În secolul al XIX-lea (c. 1815-1864), pe lângă biserică a funcționat, cu intermitente, o școala. În perioada 1880-1912, la aceasta biserica a slujit în calitate de dascăl, diacon, preot si preot paroh, I. Antonovici, viitorul episcop al Hușilor (1924-1931) - autor al mai multor studii si lucrări științifice, membru corespondent al Comisiunii Monumentelor Istorice (1914), membru de onoare al Academiei Române (1919), membru fondator al Muzeului Public din Bârlad (1914) si întemeietor al Muzeului Eparhial din Huși (1926). Biserica de plan triconc cu absida altarului semicirculara, abside laterale în rezalit si turn clopotnița pe vest. La interior, naosul este acoperit cu o bolta de secțiune poligonala, semicalotele de pe absidele laterale si tavanele de pe celelalte compartimente sunt din lemn stucat. Accesul principal de vest si rezaliturile absidelor laterale sunt interpretate ca fațade de temple ionice. Plastica arhitecturala neoclasica, de o deosebita puritate stilistica, este ilustrata prin panouri rectangulare, adâncite în zidărie, ferestre dreptunghiulare cu deschideri în arc în plin cintru, cornișa subliniata de friza cu denticule si frontoane cu „dinți de lup”. Turnul-clopotnița cu ceas, ridicat peste pridvor, de secțiune hexagonala, cu patru niveluri si acoperiș de tip baroc, are același decor ca si biserica. Pe lângă donațiile de bunuri imobile (terenuri, case, prăvălii), cele doua lăcașuri au fost înzestrate de către ctitori cu odoare si cărți de ritual, aflate astăzi în colecțiile parohiei si ale Muzeului Eparhial din Huși. Biserica, cunoscută ca a breslei blănarilor, a fost construită în anul 1859 - 1869 de pietrarii Mihai Popoiu si Gheorghe Baciul. Plan triconc cu turn-clopotniță pe pronaos, intrare vest, pridvor, proscomidiar și diaconicon, turlă falsă pe altar; fundație-piatră, pereți portanți-cărămidă, planșee-cărămidă, pardoseli-ciment, inițial piatră, învelitoare-tablă; sistem de boltire: pridvor-calotă teșită, pronaos, altar-tăvănit, naos-boltă octogonală; fațade decorate cu elemente preluate din repertoriul stilului neoclasic (portic-ordonanță de coloane, intrare, absidele laterale în rezalit, fronton, friză denticuli, panouri decorative adâncite în zidărie); turn-clopotniță, 4 nivele, secțiune pătrată, acoperiș baroc. Construită pe locul unei biserici mai vechi, de lemn de secol XVIII.